# Miquel I de Romania
Miquel I de Romania (Sinaia, Comtat de Prahova el 25 d'octubre 1921 - 5 de desembre de 2017) fou rei de Romania en dues ocasions (1927 - 1930 i 1940 - 1947) i l'últim cap d'estat viu que estigué en el càrrec durant la Segona Guerra Mundial. Miquel estava emparentat amb la majoria de les famílies reials europees, ja que era descendent del rei Cristià IX de Dinamarca, de la reina Victòria I del Regne Unit, de la reina Maria II de Portugal, del rei Jordi I de Grècia, del kàiser Frederic III de Prússia i del tsar Alexandre II de Rússia entre d'altres.

## Naixement i Família
Nascut al castell familiar de Sinaia el dia 25 d'octubre de 1921 essent fill del príncep hereu i després rei Carles II de Romania i de la princesa Helena de Grècia. Per tant, era net per via paterna del rei Ferran I de Romania i de la princesa Maria del Regne Unit i per part de mare del rei Constantí I de Grècia i de la princesa Sofia de Prússia.
Es convertí en príncep hereu l'any 1926, any en què el seu pare fugí del país amb la seva amant Magda Lupescu. Investit hereu pel seu avi, el rei Ferran I de Romania, es convertí en monarca un any després establint-se una regència. La regència estava integrada per tres membres pròxims a la família reial entre els quals es trobava l'oncle del nou monarca el príncep Nicolau de Romania.
L'any 1928 la situació entre els seus pares desembocà en un divorci públic i amb un enorme escàndol en totes les cancelleries europees.

## Regnat
Durant primer període de govern, s'instaurà una regència encapçalada pel príncep Nicolau de Romania que durà des de 1927 fins a 1930, any en què el seu pare tornà al país i fou proclamat rei amb el nom de Carles II de Romania.
Carles II de Romania va ser obligat a dimitir pel mariscal Ion Antonescu, a l'haver fet el rei tot un seguit de concessions territorials als alemanys, italians, hongaresos, búlgars i soviètics que liquidaven la Gran Romania, Miquel retornà a la corona ara ja sense consell de regència. Malgrat tot, la situació era extremadament dificultosa com a conseqüència dels pactes signats amb els nacionalsocialistes que obligava a l'exèrcit romanès a participar activament de les campanyes militars contra els soviètics durant la segona guerra mundial. Romania es trobava entre el front alemany i el soviètic i els camps de petroli del país a mercè d'Alemanya i l'aviació aliada bombardejava Bucarest l'any 1943.
L'agost de 1944 Miquel va fer un cop de palau amb l'ajut dels partits polítics i ordenà la detenció d'Antonescu, alhora buscà l'armistici amb els aliats i declarà la guerra a Alemanya. Bucarest fou bombardejada pels alemanys. Al llarg dels anys compresos entre 1944 i 1947 Miquel governà el país assistit per un govern eminentment comunista que maldava per derrocar-lo i sabent alhora que el país estava sota l'àrea d'influència soviètica segons la Conferència de Ialta l'any 1944. El 30 de desembre de 1947 Miquel I és convidat a abandonar el país i a abdicar. Un dia després es declarà la República Socialista de Romania.
El llarg exili del rei, s'inicià el 1947, amb la parella vivint prop de Florència fins al 1948, prop de Lausana, Suïssa, fins al 1950, i després a Hertfordshire, Anglaterra, fins al 1956. Després d'això, la parella es va establir a prop de Versoix, Suïssa, on viurien els propers 45 anys. L'exili es va acabat el 1992, conclogué amb la visita inesperada al país del rei i la seva muller gràcies a uns passaports diplomàtics danesos. Des de 1992, uns anys després de la Revolució romanesa de 1989 que va derrocar el govern comunista i autoritari de Nicolae Ceauşescu, les visites de Miquel i la seva muller al país es feren més habituals, arribant-hi a establir la seva residència.
Malgrat que durant uns anys es parlà fermament d'una possible restauració monàrquica del tron romanès aquesta, alguns autors afirmen que per la rapidesa amb què el rei entrà a Romania, no ha acabat mai de quallar i avui sembla més lluny que mai. El govern romanès ha tornat a Miquel un bon nombre de les antigues propietats reials pertanyents a la seva família i concedeix a la família reial un tractament preferencial en la vida pública del país.

## Concert commemoratiu
Amb motiu de la mort del rei Miquel I el 5 de desembre de 2017, el director alemany Matthias Manasi va dirigir el 8 de desembre de 2017 un concert commemoratiu de retransmissió mundial en directe per a Miquel I amb l'Orquestra Nacional de la Ràdio de Romania i el Cor Acadèmic de la Ràdio Romanesa a la Sala Radio de la Societatea Română de Radiodifuziune a Bucarest. Matthias Manasi va dirigir el Rèquiem de Gabriel Faure amb els solistes Veronica Anusca i Stefan Ignat, així com composicions de Ludwig van Beethoven, Ernest Chausson i Jules Massenet amb el violinista romanșe Alexandru Tomescu com a solista.

## Casament i Descendència
Casat l'any 1948 a Atenes amb la princesa Anna de Borbó-Parma. La princesa era filla del príncep Renat de Borbó-Parma i la princesa Margarida de Dinamarca. Essent neta del duc Robert I de Parma i de la infanta Maria Antònia de Portugal i del príncep Valdemar de Dinamarca i de la princesa Maria d'Orleans. La parella s'establí a Suïssa i han tingut cinc filles:
- SAR la princesa Margarida de Romania nascuda a Lausana el 1949. Es casà el 1996 amb l'actor romanès Radu Duda.
- SAR la princesa Helena de Romania nascuda el 1950 a Lausana. Es casà amb el doctor Leslie Medforth-Mills el 1983 del qual es divorcià tornant-se a casar amb Alexandre MacAteer.
- SAR la princesa Irina de Romania nascuda el 1953 a Lausana. Es casà amb el sr. Kreuger.
- SAR la princesa Sofia de Romania nascuda el 1956 a Lausana. Està casada amb Alain Michel Biarneix.
- SAR la princesa Maria de Romania nascuda el 1964 a la ciutat danesa de Hellerup. Està casada amb Kazimierz Mystkowski.